# Sambucus williamsii
Espèce
Classification APG III (2009)
Sambucus williamsii, ou sureau de Williams, ou sureau rouge de Chine, est une espèce de sureaux de la famille des Caprifoliaceae que l'on trouve en Asie du Nord-Est.

## Description
C'est un arbuste qui peut atteindre 4 mètres de hauteur et qui fleurit au tout début du printemps ou à la fin de l'hiver. Ses fruits rouges sont mûrs au début de juin, contrairement au sureau d'Europe qui n'est mûr qu'à la fin de l'été. Il est cultivé
en Europe pour ses qualités ornementales car ses fruits ne sont pas comestibles. Son odeur fétide est plus prononcée que le sureau d'Europe.
Ses fleurs sont hermaprodites et sont pollinisées par les insectes.

## Distribution
Cet arbuste est originaire du nord de la Chine et pousse jusqu'à 1 600 mètres d'altitude.

## Culture
Il peut pousser au soleil ou à mi-ombre dans un sol plutôt humide, mais pas trop lourd. Il craint les vents trop violents.